# Helene Demuth
Helene Demuth (Sankt Wendel, 31 de desembre de 1820 - Londres, 4 de novembre de 1890) va ser una treballadora domèstica de Jenny von Westphalen i Karl Marx, i després de Friedrich Engels.

## Biografia
Helene Demuth va néixer en una família camperola a Sankt Wendel, al protectorat de Sarre. Quan era adolescent va ser adoptada a casa dels Von Westphalen per a treballar com a empleada domèstica. El 1843 Karl Marx es va casar amb Jenny von Westphalen i Helene Demuth va anar a viure a llur casa l'abril de 1845 a Brussel·les.
Després de la mort de Marx el març de 1883, Helene Demuth es va mudar a la casa d'Engels, on administrava la llar. La parella va treballar conjuntament per a organitzar la publicació del llegat literari de Marx, descobrint en el procés el manuscrit a partir del qual Engels va poder reconstruir el segon volum d'El Capital.
L'octubre de 1890, li van diagnosticar càncer. Va morir a Londres el 4 de novembre d'aquell any a l'edat de 69 anys. D'acord amb els desitjos de Jenny von Westphalen, va ser enterrada a la tomba de la família Marx i després enterrada de nou a la tomba de Karl Marx al cementiri Highgate.